# Tommy Herzog
Tommy Herzog (25 marzo 1977) è un ex bobbista svizzero.

## Biografia
Compete dal 2002 come frenatore per la nazionale svizzera. Debuttò in Coppa del Mondo sul finire della stagione 2004/05, il 12 febbraio 2005 a Lake Placid dove fu diciannovesimo nel bob a due con Daniel Schmid. Salì per la prima volta sul podio il 27 gennaio 2008 a Sankt Moritz nel bob a quattro giungendo terzo al traguardo con Ivo Rüegg, Roman Handschin e Cédric Grand.
Viene ricordato come vincitore di una medaglia d'argento nel bob a due ai campionati mondiali del 2007 (edizione tenutasi a Sankt Moritz, Svizzera) insieme a Ivo Rüegg. Nell'edizione l'oro andò alla Germania il bronzo all'Italia.
La sua ultima gara disputata sono stati i campionati mondiali del 2008 tenutisi ad Altenberg, dove fu quinto nel bob a quattro.

## Palmarès

### Mondiali
- 1 medaglia:
  - 1 argento (bob a due a Sankt Moritz 2007).

### Coppa del Mondo
- 2 podi (1 nel bob a quattro e 1 nelle gare a squadre):
  - 1 secondo posto (nelle gare a squadre);
  - 1 terzo posto (nel bob a quattro).